# Dorfkirche Kuhfelde

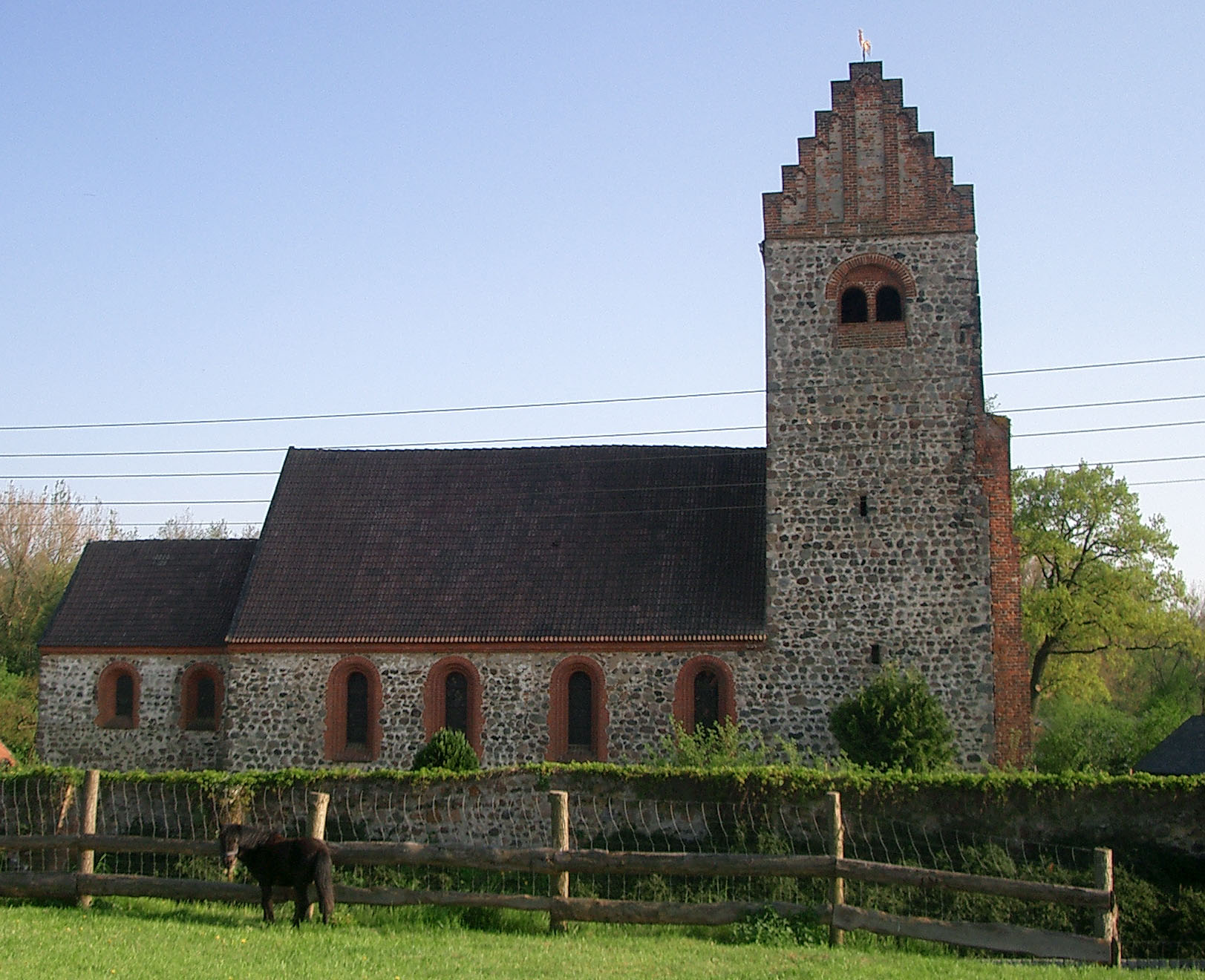
Dorfkirche Kuhfelde

Die evangelische Dorfkirche Kuhfelde ist eine romanische Feldsteinkirche in Kuhfelde im Altmarkkreis Salzwedel in Sachsen-Anhalt. Sie gehört zum Kirchspiel Kuhfelde im Kirchenkreis Salzwedel der Evangelischen Kirche in Mitteldeutschland.

## Geschichte und Architektur
Die Kirche Kuhfelde wurde möglicherweise an Stelle einer Missionskirche für die zum Bistum Verden gehörenden Teile der Altmark erbaut. Die Weihe des Hochaltars erfolgte durch den Verdener Bischof Iso (1205–1231). Die Kirche Kuhfelde wurde 1257 erstmals sicher als Archidiakonatssitz urkundlich nachgewiesen und wurde 1365 dem Kollegiatstift in Bardowick inkorporiert.
Das erhaltene Bauwerk ist ein stattlicher romanischer Feldsteinsaalbau mit Westquerturm. Im stark eingezogenen, quadratischen Chor sind die Seitenmauern und der Ostgiebel eines wesentlich niedrigeren Vorgängerbauwerks erhalten, das außen und innen mit einer Ritzquaderung versehen war. Eine horizontale Baufuge ist in gleicher Höhe auch an der Ostseite des Schiffes vorhanden, an dessen Südseite ein abgetrepptes Rundbogenportal angeordnet ist.
Der Chor wurde nachträglich mit niedrigen Anbauten versehen, von denen der nördliche, ehemals tonnengewölbte Anbau heute zerstört ist und der südliche im 19. Jahrhundert verändert wurde. Der obere Teil des Turms wurde offenbar erst später vollendet, die gekuppelten Klangarkaden und die Staffelgiebel sind in Backstein ausgeführt; der Südgiebel ist noch original mit Fischgrätmuster ähnlich der Klosterkirche Dambeck mit großer Kreuzblende und doppeltem Deutschem Band als Fußlinie gemauert erhalten.
Nach der Mitte des 15. Jahrhunderts wurden an der Westseite des Turms vier durch vorgelegte Rundbögen miteinander verbundene Strebepfeiler erbaut und vermutlich gleichzeitig der nördliche, durch Spitzbogenblenden gegliederte Turmgiebel erneuert.
Im Jahr 1856 erfolgte ein eingreifender Umbau unter der Aufsicht von Friedrich August Stüler, bei dem die großen, rundbogigen Fenster mit profilierter Backsteinlaibung, das Portal und der innen offene verbretterte Dachstuhl im Schiff hergestellt wurden.

## Ausstattung
Das Innere wurde im Jahr 1947 durch Fritz Mannewitz aufwändig ausgemalt; an der Ostwand des Chores ist eine Kreuzigung dargestellt, an der Ostwand des Schiffes oberhalb des runden Triumphbogens Christus als Weltenrichter, seitlich Szenen aus dem Neuen Testament und die vier Evangelisten; Triumphbogen und Dachwerk wurden mit ornamentaler Bemalung versehen. Die schlichte hölzerne Einrichtung stammt aus dem 19. Jahrhundert.
Die Orgel ist ein Werk der Firma Erdmann & Märtens mit neugotischem Prospekt aus dem Jahr 1909 mit elf Registern auf zwei Manualen und Pedal.
Aus älterer Zeit sind der spätgotische Altarkruzifixus und die massige spätromanische Kalksteintaufe mit halbkugelförmiger Kuppa erhalten. Geschnitzte Fragmente eines Passionsretabels sind weiter zu nennen. Dazu gehören vier rustikale Reliefs aus der Zeit um 1500 sowie vermutlich einige kleine Einzelfiguren und Gruppen, die Johannes und eine trauernde Frau darstellen und möglicherweise Fragmente eines volkreichen Kalvarienbergs sind. Künstlerisch bedeutender sind drei Figuren aus dem Schrein eines zweiten Retabels vom Beginn des 16. Jahrhunderts, welche die Muttergottes auf der Mondsichel, einen heiligen Papst und die heilige Katharina darstellen. Eine Figur der Muttergottes stammt aus der Zeit um 1480/1490; die Darstellung von Jesse aus einer Wurzel Jesse aus der Zeit um 1500.
Die einzige von ursprünglich drei Glocken, die der Metallspende des deutschen Volkes entging, stammt aus dem Jahr 1523 und trägt die Minuskelinschrift: „opus hoc ad honorem dive virginis mariae ac serphici patri nostri celestini completum est anno d m ccccc xx iii meister tonghes geothen“.